# Lijst van voetbalinterlands Haïti - Nicaragua
Deze lijst van voetbalinterlands is een overzicht van alle officiële voetbalwedstrijden tussen de nationale teams van Haïti en Nicaragua. De landen speelden tot op heden negen keer tegen elkaar. De eerste ontmoeting, een vriendschappelijke wedstrijd, werd gespeeld in Guatemala-Stad (Guatemala) op 28 februari 1950. Het laatste duel, een kwalificatiewedstrijd voor het Wereldkampioenschap voetbal 2022, vond plaats op 8 juni 2021 in Port-au-Prince.

## Wedstrijden
| №  | Plaats          | Datum            | Competitie                                   | Wedstrijd         | Uitslag |
| -- | --------------- | ---------------- | -------------------------------------------- | ----------------- | ------- |
| 1  | Guatemala-Stad  | 28 februari 1950 | Vriendschappelijk                            | Nicaragua – Haïti | 2 – 4   |
| 2  | Tegucigalpa     | 10 maart 1967    | CONCACAF-kampioenschap 1967                  | Haïti − Nicaragua | 2 − 1   |
| 3  | West Palm Beach | 31 januari 2004  | Vriendschappelijk                            | Haïti – Nicaragua | 1 – 1   |
| 4  | Estelí          | 29 februari 2004 | Vriendschappelijk                            | Nicaragua – Haïti | 1 – 1   |
| 5  | Port-au-Prince  | 25 maart 2017    | CONCACAF Gold Cup 2017 kwalificatie          | Haïti – Nicaragua | 3 – 1   |
| 6  | Managua         | 29 maart 2017    | CONCACAF Gold Cup 2017 kwalificatie          | Nicaragua – Haïti | 3 – 0   |
| 7  | Managua         | 17 november 2018 | CONCACAF Nations League 2019/20 kwalificatie | Nicaragua − Haïti | 0 − 2   |
| 8  | Frisco          | 20 juni 2019     | CONCACAF Gold Cup 2019                       | Nicaragua − Haïti | 0 − 2   |
| 9  | Port-au-Prince  | 8 juni 2021      | WK 2022 kwalificatie                         | Haïti − Nicaragua | 1 − 0   |
| 10 | Managua         | 9 oktober 2025   | WK 2026 kwalificatie                         | Nicaragua − Haïti |         |

## Samenvatting
| Competitie                           | Totaal gespeeld | Winst Haïti | Gelijk | Winst Nicaragua | Doelsaldo Haïti – Nicaragua |
| ------------------------------------ | --------------- | ----------- | ------ | --------------- | --------------------------- |
| WK-kwalificatie                      | 1               | 1           | 0      | 0               | 1 − 0                       |
| CONCACAF Gold Cup                    | 2               | 2           | 0      | 0               | 4 − 1                       |
| CONCACAF Gold Cup-kwalificatie       | 2               | 1           | 0      | 1               | 3 − 4                       |
| CONCACAF Nations League-kwalificatie | 1               | 1           | 0      | 0               | 2 − 0                       |
| Vriendschappelijk                    | 3               | 1           | 2      | 0               | 6 − 4                       |
| Totaal                               | 9               | 6           | 2      | 1               | 16 – 9                      |

FHF · A-internationals · Selecties · Bondscoaches · Haïtiaans vrouwenelftal ·  Haïti U21 · Haïti U20 · Haïti U19 · Haïti U18 · Haïti U17
1925 ·
1926 ·
1927–1931 · 
1932 ·
1933 · 
1934 ·
1935–1937 · 
1938 ·
1939 ·
1940–1943 · 
1944 ·
1945–1947 · 
1948 ·
1949 ·
1950 ·
1951 ·
1952 ·
1953 ·
1954 ·
1955 · 
1956 ·
1957 ·
1958 ·
1959 ·
1960 · 
1961 ·
1962 ·
1963 ·
1964 ·
1965 ·
1966 ·
1967 ·
1968 ·
1969 ·
1970 · 
1971 ·
1972 ·
1973 ·
1974 ·
1975 ·
1976 ·
1977 ·
1978 ·
1979 ·
1980 ·
1981 ·
1982 · 
1983 ·
1984 ·
1985 ·
1986–1988 · 
1989 ·
1990 · 
1991 ·
1992 ·
1993 · 
1994 ·
1995 · 
1996 ·
1997 ·
1998 ·
1999 ·
2000 ·
2001 ·
2002 ·
2003 ·
2004 ·
2005 ·
2006 ·
2007 ·
2008 ·
2009 ·
2010 ·
2011 ·
2012 ·
2013 ·
2014 ·
2015 ·
2016 ·
2017 ·
2018 ·
2019 ·
2020 ·
2021 ·
2022 ·
2023 ·
2024 ·
2025
Amerikaanse Maagdeneilanden ·
Antigua en Barbuda ·
Argentinië ·
Aruba ·
Azerbeidzjan ·
Bahama's ·
Bahrein ·
Barbados ·
Belize ·
Bermuda ·
Bolivia ·
Brazilië ·
Britse Maagdeneilanden ·
Canada ·
Chili ·
China ·
Colombia ·
Costa Rica ·
Cuba ·
Curaçao ·
Dominica ·
Dominicaanse Republiek ·
Ecuador ·
El Salvador ·
Grenada ·
Guatemala ·
Guyana ·
Honduras ·
Italië ·
Jamaica ·
Japan ·
Jordanië ·
Kaaimaneilanden ·
Kosovo ·
Mexico ·
Montserrat ·
Nederlandse Antillen ·
Nicaragua ·
Oman ·
Panama ·
Peru ·
Polen ·
Puerto Rico ·
Qatar ·
Saint Kitts en Nevis ·
Saint Lucia ·
Saint Vincent en de Grenadines ·
Saoedi-Arabië ·
Spanje ·
Suriname ·
Syrië ·
Trinidad en Tobago ·
Turks- en Caicoseilanden ·
Uruguay ·
Venezuela ·
Verenigde Arabische Emiraten ·
Verenigde Staten ·
Zuid-Korea
FNF · 
A-internationals · 
Nicaraguaans vrouwenelftal
Anguilla ·
Argentinië ·
Bahama's ·
Barbados ·
Belize ·
Bermuda ·
Bolivia ·
Colombia ·
Costa Rica ·
Cuba ·
Curaçao ·
Dominica ·
Dominicaanse Republiek ·
El Salvador ·
Ghana ·
Guatemala ·
Guyana ·
Haïti ·
Honduras ·
Iran ·
Jamaica ·
Kaaimaneilanden ·
Mexico ·
Montserrat ·
Nederlandse Antillen ·
Panama ·
Paraguay ·
Peru ·
Puerto Rico ·
Saint Kitts en Nevis ·
Saint Vincent en de Grenadines ·
Suriname ·
Trinidad en Tobago ·
Turks- en Caicoseilanden ·
Uruguay ·
Venezuela ·
Verenigde Staten